# Jean De Witte
Jean Charles Julien De Witte (Oordegem, 13 maart 1768 - Aalst, 17 juni 1843) was een Belgisch politicus.

## Levensloop
De Witte was een zoon van Charles De Witte en Marie Peeters. Hij was getrouwd met Anne Van den Broucke.
Hij promoveerde tot doctor in de rechten (1791) aan de Katholieke Universiteit Leuven en vestigde zich als advocaat in Aalst. Hij werd lid van de arrondissementsraad in de onderprefectuur Dendermonde (1811-1815).
Hij was gemeenteraadslid van Aalst van 1831 tot 1836 en van 1839 tot aan zijn dood. Van 1836 tot aan zijn dood was hij provincieraadslid. Bij de eerste wetgevende verkiezingen van het koninkrijk België werd hij verkozen tot katholiek volksvertegenwoordiger voor het arrondissement Aalst en vervulde dit mandaat tot in 1835.
Hij was ook bestuurslid voor de Kunstacademie in Aalst.